# Agave d'Antigua
L'Agave karatto, Agave karatto Miller o agave d'Antigua és una espècie de planta del gènere Agave. És una planta comuna a diferents illes del Carib, on fou descrita i classificada per primer cop per Philip Miller l'any 1768. És la flor nacional d'Antigua i Barbuda.

## Descripció
L'agave d'Antigua es caracteritza per ser una planta grossa de més de 2 metres de diàmetre; sol presentar més de 70 fulles rectes i verdes disposades en una roseta. Les fulles són lanceolades i concaves amb una espina terminal obtusa. El dentat que presenten les fulles als marges és molt petit i les dents es toben molt properes entre si. La inflorescència que presenta és una panícula oblonga i amb un desenvolupament del peduncle floral breu. Les branques de la panícula són compactes i trilobades. Presenta flors grogues d'entre 40 i 55 mil·límetres. Els fruits són subcilíndrics i a vegades formen bulbils.